# Sheboygan Falls (Wisconsin)
Sheboygan Falls es una ciudad ubicada en el condado de Sheboygan en el estado estadounidense de Wisconsin. En el Censo de 2010 tenía una población de 7.775 habitantes y una densidad poblacional de 554,79 personas por km².

## Geografía
Sheboygan Falls se encuentra ubicada en las coordenadas 43°43′46″N 87°49′34″O / 43.72944, -87.82611. Según la Oficina del Censo de los Estados Unidos, Sheboygan Falls tiene una superficie total de 14.01 km², de la cual 13.67 km² corresponden a tierra firme y (2.48%) 0.35 km² es agua.

## Demografía
Según el censo de 2010, había 7.775 personas residiendo en Sheboygan Falls. La densidad de población era de 554,79 hab./km². De los 7.775 habitantes, Sheboygan Falls estaba compuesto por el 96.14% blancos, el 0.55% eran afroamericanos, el 0.3% eran amerindios, el 0.89% eran asiáticos, el 0% eran isleños del Pacífico, el 0.76% eran de otras razas y el 1.36% pertenecían a dos o más razas. Del total de la población el 2.53% eran hispanos o latinos de cualquier raza.